# Darkness and Hope
Darkness and Hope – piąty studyjny album portugalskiej grupy muzycznej Moonspell. Poza wieloma cięższymi utworami, utrzymuje on delikatniejszy ton od poprzedniczki, trafiają się na niej również utwory bardziej melodyjne, jak Ghostsong czy How We Became Fire.

## Lista utworów
Opracowano na podstawie materiału źródłowego.
1. "Darkness and Hope" (muz. Moonspell, sł. Ribeiro) – 4:47
2. "Firewalking" (muz. Moonspell, sł. Ribeiro) – 3:02
3. "Nocturna" (muz. Moonspell, sł. Ribeiro) – 3:52
4. "Heartshaped Abyss" (muz. Moonspell, sł. Ribeiro) – 4:08
5. "Devilred" (muz. Moonspell, sł. Ribeiro) – 3:25
6. "Ghostsong" (muz. Moonspell, sł. Ribeiro) – 4:21
7. "Rapaces" (muz. Moonspell, sł. Ribeiro) – 5:31
8. "Made of Storm" (muz. Moonspell, sł. Ribeiro) – 4:09
9. "How We Became Fire" (muz. Moonspell, sł. Ribeiro) – 5:47
10. "Than the Serpents in my Arms" (muz. Moonspell, sł. Ribeiro) – 5:53
11. "Os Senhores De Guerra (The War Lords)" (muz. Francisco Ribeiro, Pedro Ayres De Magalhães, sł. Francisco Ribeiro) – 6:30 (bonus)
12. "Mr. Crowley" (cover Ozzy'ego Osbourne'a) – 4:28 (bonus)
13. "Love Will Tear Us Apart" (cover Joy Division) – 3:41 (bonus)

## Twórcy
Opracowano na podstawie materiału źródłowego.

- Fernando Ribeiro - śpiew, słowa
- Ricardo Amorim - gitara
- Pedro Paixão - instrumenty klawiszowe
- Sérgio Crestana - gitara basowa
- Mike Gaspar - perkusja
- Mika Jussila - mastering
- Hiili Hiilesmaa - produkcja muzyczna, miksowanie
- Wojciech Blasiak - oprawa graficzna